# 王徳真 (元)
王 徳真（おう とくしん、? - 1272年）は、最初期のモンゴル帝国に仕えた漢人の一人。字は済凖。
『元史』には立伝されていないが、『紫山大全集』巻16徳興燕京太原人匠達嚕噶斉王公神道碑にその事蹟が記される。『新元史』巻133には徳興燕京太原人匠達嚕噶斉王公神道碑を元にした列伝が記されている。

## 概要
王徳真の先祖は元々渾源県を本貫としていたが、祖父の時代に豊利県に移住し以後この地を本貫とするようになった。王徳真は9歳にして孤児となったが、野狐嶺の戦いで金朝に大勝したモンゴル軍によって拾われた。チンギス・カンは王徳真が非凡であることを見込んで手元で養育させたところ、3年でモンゴル語によく通じるようになったため、通事（ケレメチ）として重用されるようになったという。1217年（丁丑）冬、金朝遠征から引き上げたチンギス・カンがトーラ川に滞在中、捕虜としてモンゴル高原に連れてこられた者達の多くが飢餓で倒れているという訴えが王徳真になされたため、王徳真はチンギス・カンに上奏して狩猟で得た獣肉や家畜の牛・羊を彼等に分け与えるよう手配し、多くを救ったという。
1225年（乙酉）、チンギス・カンより勲臣のイェスデル・タブタイ・ジャライルタイと並んで奉御に任じられ、王徳真の忠義心を気に入っていたチンギス・カンはその上奏の多くを認めたという。また、この頃チンギス・カンの第2皇后クランのオルドの統轄も命じられている。1227年（丁亥）正月、チンギス・カンが西夏遠征を行った際には、一度降ったにもかかわらず再びモンゴルから背いた西夏の民に怒り城民を皆殺しにしようとしたが、王徳真が諫めてこれをやめさせたという逸話が残されている。
1230年（庚寅）、第2代皇帝オゴデイが即位して2年目に徳興・燕京人匠ダルガチの地位を授けられた。1232年（壬辰）、スブタイが金朝の首都の開封を包囲すると、崔立が開封城内でクーデターを起こし降伏を申し出てきた。モンゴル軍が開封を占領した際には職人（諸匠）を集めるよう命じられ、これに応募する者は数千を数えたという。長期に渡る包囲戦によって投降した者達の中には飢餓状態に陥っている者も少なくなかったため、王徳真は彼等に食糧を提供し、これによって死を免れた者の数は数え切れないほどであった。1237年（丁酉）、徳興・燕京・太原人匠ダルガチの地位を授かっている。
オゴデイの死後にドレゲネが一時国政を代行した時には西京等路廉訪使に推薦され、また第4代皇帝モンケの治世には平陽・太原等路廉訪使にも推薦されているが、いずれも病を理由に辞退している。その後、太原路の私宅に隠棲して十年余りを過ごし、1272年（至元9年）8月に71歳にして亡くなった。夫人は李氏・張氏・劉氏・呼嚕氏の4名がおり、息子が6人、娘が4人いたという。